# Megapodius nicobariensis
Il megapodio delle Nicobare o maleo delle Nicobare  (Megapodius nicobariensis  Blyth, 1846) è un uccello galliforme della famiglia Megapodiidae.

## Descrizione
Questo megapodio misura 37–43 cm.

## Distribuzione e habitat
Megapodius nicobariensis è un endemismo delle isole Nicobare (India).

## Tassonomia
Sono note due sottospecie:
- Megapodius nicobariensis nicobariensis Blyth, 1846
- Megapodius nicobariensis abbotti Oberholser, 1919

## Conservazione
La IUCN Red List classifica Megapodius nicobariensis  come specie vulnerabile.